# 存在者 (映画)
『存在者』（そんざいしゃ、原題:NILALANG ~THE ENTITY~）は、2015年12月25日公開のフィリピン映画。メトロマニラ映画祭第41回出品作品。

## キャスト
| 出演者                   | 劇中の人物                                                     |
| ------------------------ | -------------------------------------------------------------- |
| セザール・モンターノ     | トニー                                                         |
| 小澤マリア               | みゆき                                                         |
| メグ・インペリアル       | ジェーン                                                       |
| ヤム・コンセプシオン     | あかね                                                         |
| チョロ・バレット         | Totoy                                                          |
| ディド・デ・ラ・パス     | Col. Guevarra                                                  |
| キコ・マトス             | マーク                                                         |
| オーブリー・マイルス     | Tin（トニーの彼氏）                                            |
| アレクサンドル・シャルレ | ジャン・リュック・ラミー（フランスインターポールエージェント） |
| ソニー・シソン           | いしずきさん                                                   |
| ジェフ・ケンタウリ       | ヤクザみゆきさんのボディーガード                               |

## スタッフ
- 制作プロダクション：ブラックオプス
- 協力：お化けタワーの写真社、ビバ映画
- 製作：welovepost、パララックス・スタジオ
- 配給：ビバ映画